# Дьяков, Игорь Викторович
Игорь Викторович Дьяков (род. 13 июня 1958, Сумы, УССР) — российский журналист, публицист, националист, писатель и поэт, общественный деятель. Автор нескольких книг, а также множества статей и очерков.

## Биография
Родился в семье офицера. Брат солистки группы «Весёлые картинки» Светланы Дьяковой. В 1980 г. закончил международное отделение журналистики МГУ.
Работал в газетах «Советская Россия» и «Аргументы и факты», журналах «Крестьянка» и «Молодая гвардия». Издавал газету «Империя». Являлся главным редактором журнала «Путешественник». В начале 90-х вместе с Сергеем Жариковым создал издательство «Русское слово». Генеральный директор издательства «ФЭРИ-В». Издал в 2001 году книгу Константина Родзаевского «Завещание русского фашиста».
В 1995—2004 годах был советником заместителя Председателя Государственной Думы В. В. Жириновского.
В декабре 2003 года баллотировался кандидатом в депутаты Государственной Думы по Кунцевскому одномандатному избирательному округу. Также был кандидатом в депутаты Мосгордумы и муниципального собрания Одинцовского района.
В ходе выборов Президента РФ в 2012 году является доверенным лицом кандидата в Президенты РФ В. В. Жириновского.
Член Союза писателей России.
23 сентября 2016 года осужден Балашихинским городским судом Московской области по п. з ч. 2 ст. 111 УК РФ к 3,5 годам колонии общего режима за ранение ножом жителя Подмосковья во время ссоры 23 сентября 2015 года. 14 февраля 2017 года Московский областной суд оставил приговор без изменения. 18 октября 2017 года Президиум Московского областного суда cмягчил наказание до 3 лет лишения свободы. 19 июня 2018 года условно-досрочно освобожден из мест лишения свободы.

## Основные труды
- Осень в начале века. — М.: Молодая гвардия, 1990. — 142 с. — ISBN 5235016343.[11]

- Третий рейх: взгляд из Хазарии. — М.: Русское слово, 1993. — 96 с.[12]
- В поисках кощеевой иглы. — М.: Русское слово, 1995. — 60 с.[13]
- Русским. — Улан-Удэ, 1995. — 130 с.[14]

- Прощай, век! Собранная проза и публицистика (1979—1999). — М.: Московский парнас, 1999. — 605 с. — ISBN 5-7330-0053-39 (ошибоч.).[15]

- Мир мал — Россия велика: Заметки рус. путешественника. — М.: ФЭРИ-В, 2001. — 58 с. — ISBN 5-94138-008-9.[16]

- Великая Гражданская война 1941—1945 гг. (автор-составитель)[17]. — М.: ФЭРИ-В, 2002. — 642 с.[18]. Книга переиздана в 2008 году (Великая Гражданская война. 1941—1945. М.: Самотека, 2008. — 363 с. — ISBN 978-5-901838-46-4[19]).
- Русские в Аненербе
- Лето бородатых пионеров. — М.: Алгоритм, 2011. — 496 с. — ISBN 978-5-4320-0068-2.[20][21]

- Под крылом Жириновского. — М.: Алгоритм, 2011. — 320 с. — ISBN 978-5-4320-0070-5.[22]